# GSC8152-2052
GSC8152-2052 — хімічно пекулярна зоря спектрального класу A2, що має видиму зоряну величину в смузі V приблизно  9,8.